# Thymallus mertensii
Thymallus mertensii is een straalvinnige vissensoort uit de familie van zalmen (Salmonidae). De wetenschappelijke naam van de soort is voor het eerst geldig gepubliceerd in 1848 door Valenciennes.